# John Milford
John Milford est un acteur américain né le 7 septembre 1929 à Johnstown, État de New York (États-Unis), mort le 14 août 2000 à Santa Monica (Californie).

## Filmographie
- 1955 : Marty
- 1956 : Les Dix Commandements (The Ten Commandments) de Cecil B. DeMille : Attendant to Trojan Ambassador / Young Father
- 1957 : The Persuader : Clint
- 1958 : The Heart Is a Rebel
- 1959 : Face of a Fugitive : Haley
- 1963 : Gunfight at Comanche Creek : Bill Peters (National agent)
- 1965 : Zebra in the Kitchen (en) : Sgt. Freebee
- 1965 : Jesse James (en) ("The Legend of Jesse James") (série télévisée) : Cole Younger
- 1967 : Le Pistolero de la rivière rouge (The Last Challenge) : Billy Turpin
- 1967 : Les Envahisseurs (The Invaders) (série télévisée) Plusieurs épisodes.
- 1968 : Accroche toi Peter (For  Pete's Sake)
- 1968 : The Sound of Anger (TV) : Sheriff Turner
- 1968 : Le Virginien (TV) : saison 6 épisode 9 : (un endroit pour mourir) : John Kiley
- 1969 : Support Your Local Sheriff! : Gunman McCullough throws rocks at
- 1969 : Le Virginien (TV) : saison 7 épisode 20 (The land dreamer) : Burke
- 1973 : Columbo : Subconscient (Double Exposure) : Premier Detective
- 1975 : The Missing Are Deadly (TV) : Capt. Franklin
- 1976 : Riding with Death (TV) : Elliott (?)
- 1977 : My Dear Uncle Sherlock
- 1979 : Spider-Woman (série télévisée) (voix)
- 1980 : Le Cauchemar aux yeux verts (The Aliens Are Coming) (TV) : Eldon Gates
- 1980 : The Kids Who Knew Too Much (TV) : Green
- 1980 : Joni : Doctor
- 1983 : Policewoman Centerfold (TV) : Mr. Oaks
- 1986 : Say Yes : Sailor
- 1987 : Student Confidential : Mr. Warshetsky
- 1963 : Hôpital central ("General Hospital") (série télévisée) : Callahan (1989)
- 1995 : Justice vénale (Broken Trust) (TV)
- 1995 : Wounded Heart (TV) : Ezekiel 'Zeke' Ettinger
- 1995 : X-Files : Aux frontières du réel (épisode Une petite ville tranquille) (TV) : Walter Chaco
- 1998 : Primary Colors
- 1998 : Show & Tell : Mr. Mahler